# Онучино (Марий Эл)
Ону́чино (мар. Онучин) — деревня в Параньгинском районе Республики Марий Эл в составе Ильпанурского сельского поселения. Расположено В начале 2003 года в деревне насчитывалось 5 домов, проживало 9 человек. В 2015 году осталась одна жительница. С января 2025 года жителей больше не осталось.

## История
Основано в начале XIX века на месте марийского поселения Пектемер Сурт, в 1836 году в выселке Онучино насчитывалось 19 домов, 181 человек, в 1869 году было 37 дворов, в 1884 году — 46 дворов, 312 жителей, в пользовании было 628,2 десятин земли. В 1896 году в деревне открылось земское училище. В XIX веке деревня входила в Буйскую, затем Ирмучашскую волости Уржумского уезда Вятской губернии.
В 1920 году Онучино, в составе Ирмучашской волости, включена в Марийскую автономную область, затем была переподчинена Сернурскому, а с 1924 года — Мари-Турекскому кантону. С 1931 года в составе Параньгинского района, являясь, также, центром Онучинского сельсовета.
В 1923 году деревня состояла из 65 дворов, 344 человек, в 1928 — 72 двора и 357 человек. Действовала школа I ступени, которая 1936 году была преобразована в семилетнюю, с 1937 года работал колхозный клуб, работала изба-читальня.
В 1961 году сельсовет упразднили и Онучино вошло в состав Ирмучашского, а после 1966 года — Ильпанурского сельсовета. В 1985 году деревня была признана «неперспективной».
В нынешнее время в деревне отсутствуют водопровод, радиотрансляция, телефон, торговые точки и автобусное сообщение.